# Sabine (Top Cow)
Sabine è un personaggio dell'universo Top Cow, luogotenente a capo della schiera dell'Angelus dopo la sconfitta della sua padrona in First Born. Quando l'ultima ospite dell'Angelus, Celestine, è stata uccisa, sperava di ereditare il controllo della forza, ma questa ha poi optato per Danielle Baptiste

## Broken Trinity
Sabine appare per la prima volta in Broken Trinity, alla ricerca di Celestine, detentrice della forza dell'Angelus per convincerla ad accettare nuovamente il suo ruolo di sovrana della Luce e sconfiggere Darkness, Witchblade e i due nuovi artefatti.
Facendo irruzione nel bar dove lavorava Celestine, Sabine, prima in forma umana, convince i tre clienti del bar a uscire, ma quando questi rientrano, ne uccide due, lasciando il terzo a Celestine, che si convince a riassumere il ruolo dell'Angelus. Durante questo incontro, l'Angelus condiziona Celestine facendo apparire un'altra guerriera che esorta alla ragazza di riprendere il controllo prima che Sabine si impossessi della forza dell'Angelus, cosa a cui il luogotenente mirava.
Al termine del conflitto, Celestine viene uccisa e l'Angelus abbandona il corpo dell'ospite: Sabine, convinta che la sua padrona scelga lei come nuova ospite rimase delusa quando questa volò via.
Sabine allora assunse il controllo della schiera angelica, decisa a uccidere la detentrice di Witchblade, Sara Pezzini, per dimostrare all'Angelus di essere degna di diventare la nuova ospite.

## War of the Witchblades
Durante la guerra tra le due detentrici di Witchblade, Sabine sostiene Danielle, detentrice della metà di Luce di Witchblade: si scontra due volte con Sara, senza mai riuscire a ucciderla. Al termine del conflitto, l'Angelus riappare con una nuova detentrice, Finch, per salvare Danielle e sceglierla come nuova ospite. Nonostante un'altra delusione, Sabine accetta il volere della sua padrona e riconosce Danielle come suo nuovo capo.

## Angelus: Illumination
Sabine non si fida comunque di Danielle, anche perché, a differenza delle precedenti ospiti dell'Angelus, mantiene libera volontà di agire. Dopo il rifiuto di Danielle di uccidere Jackie Estacado, detentore di Darkness, l'entità nemica dell'Angelus, Sabine decide di prendere il potere con la forza. Raccoglie intorno a sé una schiera di fedeli e manda dei suoi collaboratori all'Inferno, alla ricerca di uno degli artefatti rimasto senza detentore che possa competere contro l'Angelus: la Ruota delle Ombre. Ottiene così la capacità di controllare il tempo e fa invecchiare Finch imponendo a Danielle un ultimatum: la vita della sua amica per la corona dell'Angelus.